# Ochrota nyassa
Ochrota nyassa là một loài bướm đêm thuộc phân họ Arctiinae, họ Erebidae.